# Премія імені Івана Єфремова
Премія імені Івана Антоновича Єфремова — радянська і пізніше російська премія за видатну редакторську, організаторську і просвітницьку роботу в області фантастики. Вручається в Єкатеринбурзі на фестивалі фантастики «Аеліта». Була занована журналом «Уральський следопит» і науково-виробничим об'єднанням «Уралгеология» та вперше вручена на VI фестивалі «Аеліта» в 1987 році. Відтоді вручалася щорічно, але з 2004 року вручається епізодично через заснування однойменної премії (Літературна премія імені Івана Антоновича Єфремова) Спілки письменників Росії.
Названа на честь видатного радянського письменника-фантаста, палеонтолога і філософа Івана Антоновича Єфремова.

## Вручення
Лауреат визначається більшістю поданих за нього голосів журі. Секретаріатом оргкомітету фестивалю створюється авторитетне журі з лауреатів премії Єфремова минулих років, компетентних осіб і представників організацій (письменники, видавці, редактори, критики), яке визначає коло претендентів за поточний рік. При збігу числа голосів у двох або більше номінантів за ними проводиться повторне голосування всіх членів журі. Вручення премії імені Івана Єфремова відбувається під час урочистої частини щорічного фестивалю фантастики «Аеліта» в Єкатеринбурзі. Отримати її можна лише один раз. Нагородою служить камінна фігурка. Автором і творцем призу був Віктор Васильович Саргін, екатеринбургський майстер-каменеріз, який вирізав призи для фестивалю «Аеліта». У 2008 році приз зазнав зовнішньої зміни, оскільки був виготовлений іншим майстром.

## Історія
Премію було засновано в 1987 році як Меморіальний приз імені Івана Антоновича Єфремова, який вручався за видатну редакторську, організаторську і просвітницьку діяльність в області фантастики. Перше вручення відбулося на VI фестивалі фантастики «Аеліта» в 1987 році. Крім неї на фестивалі з 1981 також вручалася премія «Аеліта». Заснування премії Єфремова позначило відродження фестивалю і відбулося завдяки політиці гласності в часи «Перебудови». За кілька років до того, запідозривши якийсь злий умисел у «дивних зборах» на «Аеліті», радянські чиновники спробували скасувати фестиваль, а 1986-го вийшла постанова закрити його. Проте в 1987 організація відбувалася вже не зважаючи на думку «компетентних органів».
1990-і стали складним часом для «Аеліти». Журнал «Уральський следопит», що фінансував фестиваль, перебував на межі зникнення. Влітку 1994 року помер Віталій Іванович Бугров, лідер громадського оргкомітету, без якого два роки, у 1993 і 1994, фестиваль не проводився, відповідно премія Єфремова не вручалася.
У 2004 році оргкомітету фестивалю було запропоновано скасувати премію, оскільки Рада з фантастики і пригод Спілки письменників Росії заснував власну з аналогічною назвою. Відтоді єкатеринбургська премія вручається епізодично.

## Лауреати премії
За роки існування премії її лауреатами ставали як письменники-фантасти, так і редактори, редакторські колективи, художник, космонавт, бібліографи, діячі фендому.
- 1987 — Георгій Гуревич
- 1988 — Дмитро Біленкін, Віталій Бугров
- 1989 — Георгій Гречко
- 1990 — Віталій Бабенко
- 1991 — Ігор Халимбаджа
- 1992 — Андрій Балабуха
- 1993-1994 — вручення не відбувалося
- 1997 — Євгенія Стерлігова
- 1998 — Олександр Каширін
- 1999 — Олександр Сидорович
- 2000 — Ніна Беркова
- 2001 — Володимир Борисов
- 2002 — Белла Клюєва
- 2003 — Дмитро Ватолин
- 2004 — Олександр Шалганов
- 2005 — Дмитро Байкалов
- 2006-2007 — вручення не відбувалося
- 2008 — Журнал «Мир фантастики»
- 2009 — вручення не відбувалося
- 2010 — Нік Романецький
- 2011 — Борис Стругацький, адміністрація сайту Фантлаб
- 2013 — Андрій Єрмолаєв, творець фестивалю «Зіланткон» і адміністратор Фантлабу
- 2014 — Геннадій Прашкевич[4]
- 2015 — Володимир Ларінов
- 2016-2018 — вручення не відбувалося[5].